# Костел Святого Мартина (Скелівка)
Косте́л Свято́го Ма́рти́на був закладений у селі Скелівка (Фельштин) Старосамбірського району Львівської області. Занесений до Реєстру пам'яток України національного значення за охоронним номером 511/1 (ID 46-251-0020). Перед костелом розміщено вежу-дзвіницю, занесену до Реєстру пам'яток України національного значення за охоронним номером 511/2 (ID 46-251-0021).

## Історія

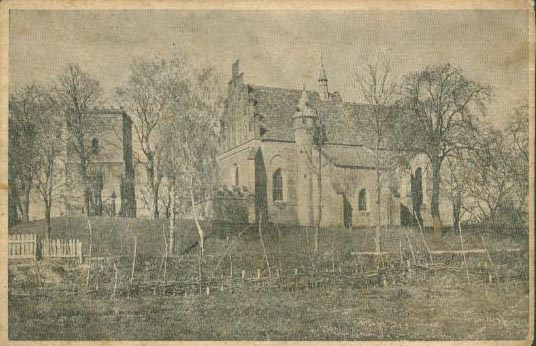
Костел і вежа на початку 1914

Костел і вежа після руйнувань Першої світової. 1915

Зруйноване склепіння пресбітерії. 1915

Перша згадка про селище Фельштин походить з 10 січня 1390. На 14 жовтня 1400 було згадано місто Фельштин. Парафія закладена до 1418 року, коли було згадано пробоща Ідзі. З дозволу перемишльського єпископа Лаврентія Гослицького 5 травня 1593 року Еразм Гербурт і пробощ Якуб Мрочковський відновили фундації і привілеї костелу, пробоства. Його син Еразм Войцех у Кракові 11 березня 1608 року разом з опікуном Яном Щенсним Гербуртом приєднав фельштинську парафію до монастиря кармелітів у Сусідовичах. Це подання було підтверджено в 1613, 1617, 1618 роках, але 1632-го його скасували. Надалі парафія у Фельштині належала до самбірського деканату (1746–1785 до новоміського деканату). Найбільш значним для життя парафії було XVI ст. за часів Гербуртів. З вигасанням династії в 1646 році відзначали поганий стан даху костелу, що вимагав ґрунтовного ремонту. Пошкодження костелу, вежі 1914 року виправляли до 1937-го. Костел визнали 1933 року пам'яткою. Після світової війни костел закрили і 1990 року передали віруючим УГКЦ.

## Костел

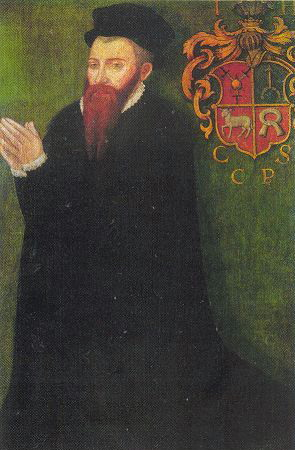
Портрет Яна Гербурта з костельної збірки

Імовірно, перший дерев'яний костел був спалений в час нападу татар у 1498 році. Після цього Ян Гербурт на початку 1500-х років повинен був закласти неподалік міського ринку у південно-східному наріжнику міських фортифікацій мурований костел з вільностоячою оборонною вежею-дзвіницею. Можливо, костел звели за зразком львівського костелу св. Станіслава. Храм виконував роль усипальниці роду Гербуртів, завдяки чому впродовж XVI ст. отримав чимало фундушів для дорогих літургійних тканин, начиння. Впродовж століття тут було встановлено декілька високохудожніх надгробків. Імовірно, першою на вході до крипти костелу встановили пам'ятну плиту дружині львівського хорунжого Северина Гербурта, що померла 1495 року. Для увічнення пам'яті Кшиштофа Гербурта (†1558) і єпископа Валентія Гербурта (†1572) за припущенням Мечислава Ґембаровича було збудовано бічні каплиці, де помістили їхні надгробки. За Ґембаровичем надгробок єпископа Валентія мали виготовити будівничий Йозеф і Герман ван Гутте, які принагідно 1573 року працювали в Самборі. У підлозі костелу була встановлена надгробна плита дружини Миколая Гербурта Катажини († 1559), у пресбітерії подвійний надгробок Станіслава Гербурта і Катажини з Бажів чи Яна Гербурта і Катерини з Дрогойовських, епітафії Яна, Валентина Гербуртів. За кошти каштеляна львівського, старости самбірського Станіслава Гербурта у 1583 році вимурували склепіння нави замість дерев'яного перекриття. Можливо, тоді для підтримання склепіння біля стін були примуровані стовпи, що мали прийняти на себе його вагу (можливо, після 1808).
На арці поміж навою і пресвітерієм до руйнувань 1914/15 існувало зображення людської фігури, яку вважали за зображення одного з Гербуртів. Неподалік були герби Гербурт, Наленч, Огончик, Корчак. Стіни і склепіння були щедро декоровані орнаментами, після чого 1583 костел наново освятили. У 1684 році на даху встановили сигнатурку.

Замальовка розписів склепіння пресвітерія. 2-а пол. ХІХ ст.]
Маньєристичний вівтар XVI ст. св. Валентина. Стан до 1914
Маньєристичний вівтар XVI ст. св. Анни. Стан до 1914

У протоколі візитації єпископа Яна Шембека (1721) у костелі знаходились вівтарі позолочений, поліхромований головний Св. Мартина; позолочений, поліхромований Матері Божої Вервечкового Братства; маньєристичний Св. Анни у каплиці з образами св. Анни і Марії Магдалини, що особливо шанувався; маньєристичний св. Валентина у каплиці. Крім того було 14 лав, 2 сповідальниці, орган, амвон. На час візитації 1780 року потріскались склепіння, прогнив дах, потребували заміни старі вівтарі, знищений орган. Поганий стан костелу підтвердила візитація 1783 року. Зрештою 1785 року провели ремонт костелу, 1778 — дзвіниці. Зі складу закритих монастирів у Самборі привезли вівтар головний і бічні, імовірно, з домініканського кляштору. За даними інвентаря головний вівтар був куплений пробощем Т. Нєдабильським у 1795 році, бічні вівтарі ним замовлені. Тоді костел мали побілити всередині і встановили нову підлогу з дощок. Напевно, це було відновлення після пожежі 1788 року. Під час пожежі 1808 року вигорів дах костелу, завалилась верхня частина дзвіниці. При відбудові на кошти власника Фельштина Станіслава Мнішка було вимуруване нове коробове склепіння. Консерватор граф Мечислав Потоцький у 1869 році відновлював парний надгробок, ідентифікувавши померлих, 1870-го було відреставровано вівтар св. Валентина, На кошти Станіслава Катинського художник А. Качмарський і різьбяр Фердинанд Маєрський 1871 року провели реставрацію костелу, відновлення надгробків, вівтарів. Було перемальовано розписи пресвітерії, довільно доповнивши відсутні ділянки. Загалом реставрацію визнали дуже низького рівня. У 1896 році провели нову реставрацію. На кошти Крайового Сейму консерватор Фридерик Папее та архітектор Казимир Мокловський 1904 виконали нову реставрвцію з посиленням мурів, добудовою імовірно існувавших у давнину готичних щипців, надбудовано на ярус вежу сходів. Було змінено форму даху відповідно до щипців і покрито її черепицею.

Надгробок Кшиштофа Гербурта. Літографія. 1840
Надгробок єпископа Валентія Гербурта. Стан до 1914
Парний надгробок. Стан до 1914

У час перших боїв Першої світової війни (1914) костел зазнав обстрілу російської артилерії. Снарядами були пошкоджені мури, склепіння нави, дахи. Склепіння пресвітерії завалилось з розписами XVI ст., пошкодивши головний і бічні вівтарі, вівтарі каплиць, надгробки XVI ст. Після зайняття Фельштина австрійським військом у 1915 році Тадеуш Шидловський та інженер Казімеж Вичинський розпочали роботи по відновленню костелу. До 1917 року поновили зовнішні мури, у 1917—1918 роках вимурували склепіння, яке піднесли на 1,5 м відносно передвоєнного стану. Було відновлено вівтарі бічних каплиць, перероблено вівтар св. Валентина, до якого виконали новий образ святого. Старовинний образ Успення Богородиці передали до Національного музею Кракова. Було реконструйовано розбитий надгробок Валентина Гербурта. Впродовж 1918—1919 років у південних вікнах пресбітерії встановили вітражі «Христор Добрий пастир», «Непорочне Зачаття Діви Марії». У 1920-х роках відбудовою керував львівський архітектор Вітольд Равський, який виконав проекти сигнатурки, головного і бічних вівтарів, амвона, розписів пресбітерії. У перемишльській фірмі Фельчинських вилили нові дзвони з уламків старих. Головний вівтар виконали у 1923–1928 роках з використанням барельєфів Розп'яття, Матір Божа, св. Іван з ангелами з старого вівтаря. Вітраж Св. Мартин фундувала сім'я Гінслів. Вартість вівтаря становила 10 000 злотих. Бічні вітарі переробили в 1928 році, використавивши старий образ Богородиці. Амвон виготовили у Львові за 3 000 злотих. 4 червня 1932 року Броніслав Гавлік уклав угоду на темперний розпис пресвітерія. У серпні через конфлікт відносно коштів утримання його з помічником, Гавлік покинув роботу, яку завершувала Марія Шворн.
Орієнтований цегляний костел з криптою звели на кам'яному фундаменті. Він складається з двопряслової нави з добудованими каплицями — північною св. Валентина і південною св. Анни. Музичний хор дерев'яний. Кутові стовпи декоровані пілястрами. Більш вузький і високий двопрясловий пресбітерій відділяє стрілчаста арка, які і бічні каплиці. У ньому зберігся готичний портал входу до захристя. Зовні костел має відкрите цегляне мурування з скісними ступінчастими контрфорсами, каплиці прямими контрфорсами. Інтер'єр наново потинькований без слідів давніх розписів. Під час ремонту 1990-х років дахи покрили металочерепицею. Залишки головного вівтаря закриті високим іконостасом. Частина давніх надгробків, вівтарів було перенесено до Львівської галереї мистецтв.

## Вежа
Квадратна вежа має три яруси. На другому ярусу у давнину розміщувався годинник. Спочатку була збудована як оборонна споруда, згодом почала виконувати функції дзвіниці. Відома гіпотеза, що її звели раніше костелу як частину фортифікацій міста — міську браму. Вежа була частиною земляного оборонного валу з ровом, що оточували костел. У її нижньому ярусі розміщувалась брама з проїздом. Після пожежі 1808 завалилась верхня частина вежі, яку відбудували 1863 року коштом власника Фельштина Станіслава Катинського. 10 жовтня 1914 року була підірвана російським військом. При падінні верхніх ярусів було знищено закопані під нею дзвони. Відбудову вежі розпочали 1931-го, домурувавши мури до рівня 2 ярусу, який перекрили залізобетонною плитою. Була встановлено сходи і на поверсі два дзвони. Дзвіницю в 1933 році визнали пам'яткою, 1937 року вимуровано верхній ярус.